# Kosambi Ronyok
Kosambi Ronyok is een bestuurslaag in het regentschap Serang van de provincie Banten, Indonesië. Kosambi Ronyok telt 7411 inwoners (volkstelling 2010).